# José Falcão e Cunha
José Bernardo Veloso Falcão e Cunha (ur. 21 stycznia 1932, zm. 23 września 2009) – portugalski polityk i inżynier, deputowany, minister, sekretarz generalny Partii Socjaldemokratycznej.

## Życiorys
Z wykształcenia i zawodu inżynier budownictwa lądowego. Zaangażował się w działalność polityczną w ramach Partii Socjaldemokratycznej. W latach 1990–1992 pełnił funkcję sekretarza generalnego PSD. W 1991 i 1995 wybierany na posła do wybierany na posła do Zgromadzenia Republiki VI i VII kadencji. W latach 1993–1995 sprawował urząd ministra do spraw zatrudnienia i ochrony socjalnej w trzecim rządzie Aníbala Cavaco Silvy.